# Ivandol
Ivandol je naselje v Občini Krško.